# -one
Sufixul -one este folosit în chimia organică în limba engleză pentru a forma denumiri ale compușilor organici care conțin grupul -C(=O): vezi ketone (cetonă). Uneori, un număr între cratime este introdus înaintea sa pentru a indica la care atom este atașat atomul =O. Acest sufix a fost extras din cuvântul acetone (acetonă). Ultimul „-e” dispare dacă este urmat de un alt sufix care începe cu o vocală.